# Clair de Nantes
Pour les articles homonymes, voir Saint Clair et Saint-Clair.
Saint Clair de Nantes fut le premier évêque de Nantes vers la fin du IIIe siècle.

## Présentation
Il arriva dit-on de Rome, avec en sa possession un clou provenant de la croix qui supporta le martyre de saint Pierre, pour qui il fit bâtir un oratoire dédié à l'Apôtre, et qui serait à l'origine de la cathédrale de Nantes.

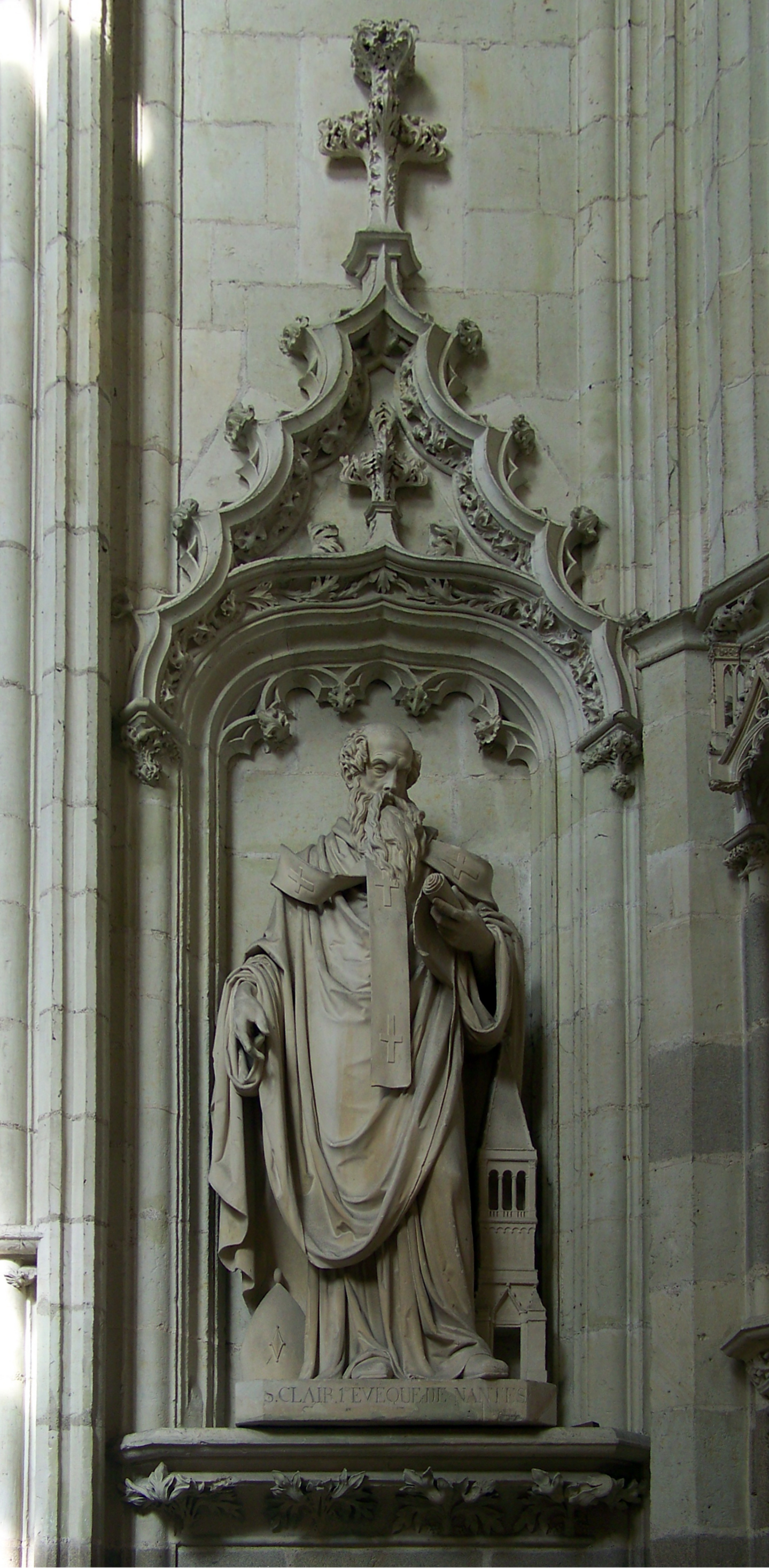
Statue de saint Clair dans la cathédrale de Nantes.

Il aurait pris une part importante dans l'évangélisation de la Haute-Bretagne, et la fondation de plusieurs paroisses entre Nantes et Vannes.
Après une halte dans la presqu’île guérandaise, à Saillé dont il reste le Patron, il parvint à Limerzel.
On raconte que s’étant arrêté près du village de Kervilliers, il fit jaillir une fontaine et commença à prêcher l’évangile, accompagnant sa prédication de nombreux miracles dont celui de rendre la vue aux aveugles qui vont se mouiller les yeux à l’eau de sa fontaine. (voir Fontaine Saint-Clair) Après Limerzel, c’est Vannes et sa région qui bénéficient de sa visite. Son renom va sans cesse grandissant… Bientôt, il se met en route vers le nord de la Bretagne, évangélise Ménéac et Mohon et parvient à Réguiny.
Il mourut à Kerbellec, village de la commune de Réguiny (Morbihan), et son tombeau (vidé depuis les invasions normandes à fin du IXe siècle) se situe dans une chapelle jouxtant l'église de Réguiny. Une fontaine votive se trouve également nom loin du village de Kerbellec de cette commune bretonne.
On le confond parfois à tort avec Saint Clair, premier évêque d'Albi au Ve siècle.